# Катрін де Партене
Катрін де Партене (22 березня 1554 , Мушам  — 26 жовтня 1631 , Мушам ) — французька математикиня і аристократка. Учениця Франсуа Вієта, вважається однією з найрозумніших жінок свого часу.

## Біографія
Катрін була спадкоємицею багатої родини гугенотів Партене, родом з регіону Пуату. В юності вона проявила інтерес до астрології й астрономії. Бачачи інтерес і неабиякий інтелект дочки, її мати найняла в якості вчителя Франсуа Вієта, який вважався видатним математиком свого часу.
Франсуа вчив Катрін безлічі предметів, таких як географія, сучасні наукові відкриття, космографічні знання і, звичайно ж, математика. Вона найбільше зацікавилася математикою, що і зумовило її шлях у житті.
В дуже ранньому віці вона вийшла заміж за Шарля де Келеннека, барона Пон-л'Аббе, який загинув у Варфоломіївську ніч захищаючи Коліньї.
Овдовівши в 18 років, Катрін вважалася хорошою партією і однією з найрозумніших жінок свого часу. До неї став залицятись гугенот Рене, молодший син у родині Роганів, але Катрін не погоджувалася вийти за нього заміж, поки він не став віконтом де Роган і успадкував стан сім'ї після смерті його старшого брата. У них було четверо дітей:
- Анрі де Роган (1579—1638), відомий кондотьєр і письменник
- Катрін де Роган (1580—1607), прародителька багатьох монархів, у тому числі Єлизавети II
- Бенжамен де Роган (1583—1642), герцог де Субиз
- Анна де Роган (1584—1646), поетеса